# Ангели на игрището
„Ангели на игрището“ (на английски: Angels in the Outfield) е американска спортна фентъзи комедия от 1994 г. на режисьора Уилям Диър. Той е римейк на едноименния филм от 1951 г. на „Метро-Голдуин-Майер“. Във филма участват Дани Глоувър, Тони Данза, Бренда Фрикър, Бен Джонсън, Джей О. Сандърс и Кристофър Лойд, както и бъдещите звезди Джоузеф Гордън-Левит, Ейдриън Броуди, Матю Макконъхи и Нийл Макдоноу. Той е последван от две продължения, създадени за телевизията – Angels in the Endzone и Angels in the Infield.